# Birhan Getahun
Birhan Getahun, né le 5 septembre 1991 à Arsi, est un athlète ethiopien, spécialiste du demi-fond et du steeple.

## Biographie
Avec un record personnel de 8 min 21 s 20, obtenu à Prague le 14 juin 2010, il ne se présente pas comme favori aux Jeux africains de Maputo en 2011 qu'il remporte en 8 min 17 s 36.
Sur 2 000 m steeple, il détient un record de 5 min 20 s 03 obtenu à Gand le 13 février 2011.

### Palmarès
| Date | Compétition    | Lieu   | Résultat | Épreuve         | Performance   |
| ---- | -------------- | ------ | -------- | --------------- | ------------- |
| 2011 | Jeux africains | Maputo | 1er      | 3 000 m steeple | 8 min 17 s 36 |

### Records
| Épreuve              | Performance   | Lieu   | Date              |
| -------------------- | ------------- | ------ | ----------------- |
| 3 000 mètres steeple | 8 min 17 s 36 | Maputo | 11 septembre 2011 |